# Dixie (pel·lícula de 1943)
 Dixie és una pel·lícula musical estatunidenca d'A. Edward Sutherland estrenada el 1943.

## Argument
Dixie és una pel·lícula biogràfica del compositor americà Daniel Decatur Emmett, protagonitzada per Bing Crosby i Dorothy Lamour.
La pel·lícula va tenir un èxit moderat i va rebre crítiques oposades. Contràriament al que es va dir, no va ser retirada de la circulació per temes racials (Crosby en un moment surt pintat de negre en un número musical) sinó que és simplement una de centenars de films de la Paramount dels anys 1930 i 1940 ara propietat de la Universal i no comercialitzada. La pel·lícula es va emetre unes quantes vegades a finals dels anys 1980 pel canal American Movie Classics.
La pel·lícula conté una de les cançons més populars de Crosby, "Sunday, Monday, or Always".

## Repartiment
- Bing Crosby: Daniel Decatur Emmett
- Dorothy Lamour: Millie Cook
- Billy De Wolfe: M. Bones
- Marjorie Reynolds: Jean Mason
- Lynne Overman: M. Whitlock
- Eddie Foy Jr.: M. Felham
- Raymond Walburn: M. Cook
- Grant Mitchell: M. Mason
- Clara Blandick: Sra. Mason

## Al voltant de la pel·lícula
- La pel·lícula està inspirada en la vida del compositor de cançons Dan Emmett
- Dixie és una cançó composta per Dan Emmett el 1859, es va fer molt popular i va ser ràpidament identificada amb la imatge nostàlgica i a la ideologia dels Estats del Sud.